# 881

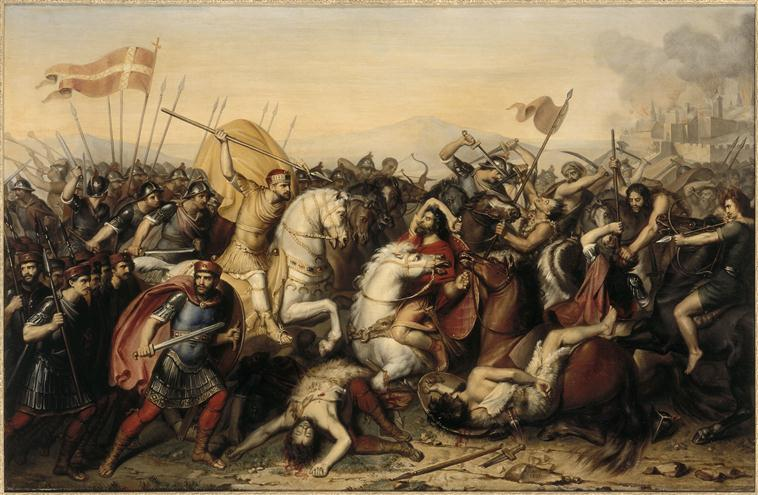
De Slag bij Saucourt tegen de Vikingen

Het jaar 881 is het 81e jaar in de 9e eeuw volgens de christelijke jaartelling.

## Gebeurtenissen

### Europa
- 12 februari - Koning Karel de Dikke, de derde zoon van Lodewijk de Duitser, wordt in Rome door paus Johannes VIII tot keizer van het Heilige Roomse Rijk gekroond.
- Godfried de Zeekoning, een Deens Vikinghoofdman, wordt door koning Lodewijk III ("de Jonge") van het Oost-Frankische Rijk beleend met Friesland. (of 882)

### Lage landen
- 3 augustus - Slag bij Saucourt: Het Frankische leger onder leiding van koning Lodewijk III verslaat bij Abbeville de Deense Vikingen die Vlaanderen onveilig maken.
- De Vikingen plunderen Maastricht nadat zij hun rooftochten verplaatst hebben van de Schelde naar de Maas. Hierbij wordt het castellum (Romeins fort) verwoest. Ook wordt de Abdij van Munsterbilzen, evenals de Abdij van Sint-Truiden en de kerken van Tongeren en Luik verwoest door de Noormannen.

### China
- Huang Chao, Chinees rebellenleider, verovert tijdens een boerenopstand de hoofdstad Chang'an en roept zich uit tot de heerser van een nieuwe dynastie.

### Azië
Stichting van de hoofdstad Angkor van het Khmer-rijk.

### Religie
- De Vikingen verwoesten de abdij van Munsterbilzen, evenals de abdij van Sint-Truiden en de kerken van Tongeren, Luik en Maastricht.
- Eerste schriftelijke vermelding van Odersbach (huidige Duitsland).

## Geboren
- Koenraad I, koning van het Oost-Frankische Rijk (waarschijnlijke datum)
- Lodewijk de Blinde, Frankisch koning en keizer van het Heilige Roomse Rijk (of 882)